# Castello di Olomene
Il castello di Olomene era un edificio fortificato le cui rovine si trovano in cima a una collina nella parte settentrionale del territorio comunale di Pattada, nella sub-regione storica del Monteacuto in Sardegna.
Il castello fu edificato dai giudici di Torres nel XII secolo.